# نيكولا بلانشارد
نيكولا بلانشارد هو لاعب هوكي الجليد كندي، ولد في 31 مايو 1987 في غرانبي في كندا.

## وصلات خارجية
- نيكولا بلانشارد على موقع دوري الهوكي الوطني (الإنجليزية)
- نيكولا بلانشارد على موقع EliteProspects.com (الإنجليزية)
- نيكولا بلانشارد على موقع HockeyDB.com (الإنجليزية)
- نيكولا بلانشارد على موقع Hockey-Reference.com (الإنجليزية)